# Quartz Hills
Quartz Hills är en kulle i Antarktis. Den ligger i Västantarktis. Inget land gör anspråk på området. Toppen på Quartz Hills är 1 757 meter över havet.
Terrängen runt Quartz Hills är huvudsakligen kuperad, men söderut är den platt. Trakten är obefolkad. Det finns inga samhällen i närheten. 